# Screaming Bloody Murder
Screaming Bloody Murder – szósta płyta punk rockowego zespołu Sum 41. Album promują single "Screaming Bloody Murder" i "Baby You Don't Wanna Know" do którego nakręcono teledysk udostępniony w serwisie YouTube 3 sierpnia 2011 roku.

## Lista utworów
1. Reason to Believe
2. Screaming Bloody Murder
3. Skumfuk
4. Time for You to Go
5. Jessica Kill
6. What Am I to Say
7. Holy Image of Lies (A Dark Road Out of Hell)
8. Sick of Everyone
9. Happiness Machine
10. Crash
11. Blood in My Eyes
12. Baby You Don't Wanna Know
13. Back Where I Belong
14. Exit Song